# Friedrich Stuckenbrock
Friedrich Stuckenbrock (auch: Stukenbrock; * um 1756; † 17. April 1809 in Linden vor Hannover) war ein deutscher Unternehmer und Kalkbrenner.

## Leben
Friedrich Stuckenbrock wurde im Kurfürstentum Hannover zur Zeit der Personalunion zwischen Großbritannien und Hannover um die Mitte des 18. Jahrhunderts geboren. Bereits um 1788 betrieb er als einer der frühen Unternehmer noch vor der Industrialisierung am Lindener Berg ein Kalkbrennerei. Stuckenbrock hatte einen Vertrag mit dem in Hannover tätigen Böttcher namens Kniep, der „dem Kalkbrenner die erforderlichen Tonnen zum Verpacken des gebrannten Kalkes zu liefern und dieselben auch zum Zwecke der Versendung zuzuschlagen hatte.“ Das Verschließen und Zuschlagen der mit gebranntem Kalk gefüllten Fässer Stuckenbrocks übertrug der Böttcher seinem Gesellen Johann Egestorff, der auf diese Weise bei seinen häufigen Aufenthalten am Kalksteinbruch und dem Kalkofen sowohl die Herstellung als auch die Verkaufsmöglichkeiten des Kalkes kennenlernte.
Neben seiner Kalkbrennerei am Lindener Berg, die Stuckenbrock als Pächter betrieb, ergrub er in der Nähe des Deisters, „am Fuße des Brön“, auf dem auch Graf Platen baute, den sogenannten „Stuckenbrockschen Stollen“ zum Abbau eines Steinkohlen-Flözes. Weil er aber offenbar ebenso wenig Kenntnis vom Bergbau hatte wie die von ihm dort beauftragten „Offizianten“, geriet Stuckenbrock, der sich für den Abbau verschuldet hatte und dann aber seine Verträge nicht einhalten konnte, bald „vom Wohlstande in die tiefste Armuth.“
Nachdem Stuckenbrock mit seinen Geschäften so große wirtschaftliche Misserfolge erzielt hatte, sah er sich gezwungen, seinen Kalkbetrieb an Johann Egestorff zu verkaufen, der nach seinen Erfahrungen mit Stuckenbrocks Kalkbrennerei am Lindener Berge dann den Grundstein für die Industrialisierung Lindens legte. Stuckenbrock gilt daher als direkter Vorgänger von Johann Egestorff.
Friedrich Stuckenbrock starb während der sogenannten „Franzosenzeit“ im Jahr 1809.

## Stuckenbrockstraße
Zur Zeit der Weimarer Republik wurde der von der Straße Am Lindener Berge zum späteren Westschnellweg führender Verkehrsweg, der zugleich die heutigen Stadtteile Linden-Süd und Linden-Mitte miteinander verband, als Stuckenbrockstraße benannt. Die seit 1985 nicht mehr vorhandene Straße führte von der Altenstraße zum Wasserhochbehälter, der Name Stuckenbrockstraße wurde jedoch erst 2005 laut Beschluss des Stadtrates dann tatsächlich auch amtlich aufgehoben.

## Stuckenbrockstieg
Ebenfalls im Jahr 2005 beschloss die Ratsversammlung, statt der aufgehobenen ehemaligen Stuckenbrockstraße dann an anderer Stelle an Friedrich Stuckenbrock erinnern. Daher wurde die westlich des Egestorff-Denkmals zu der Straße Am Hochbehälter führende Wegeverbindung dann Stuckenbrockstieg benannt.